# Bellerose (Nueva York)
Bellerose es una villa ubicada en el condado de Nassau en el estado estadounidense de Nueva York. En el año 2000 tenía una población de 1173 habitantes y una densidad poblacional de 4713,2 personas por km². Bellerose se encuentra dentro del pueblo de Hempstead.

## Geografía
Bellerose se encuentra ubicada en las coordenadas 40°43′24″N 73°42′59″O / 40.72333, -73.71639. Según la Oficina del Censo, la ciudad tiene un área total de 0,2 km² (0,1 mi²), de la cual 0,2 km² (0,1 mi²) es tierra y 0 km² (0 mi²) (0 %) es agua.

## Demografía
Según la Oficina del Censo en 2000 los ingresos medios por hogar en la localidad eran de 100 263 $, y los ingresos medios por familia eran 110 404 $. Los hombres tenían unos ingresos medios de 72 917 $ frente a los 50 625 $ para las mujeres. La renta per cápita para la localidad era de 36 446 $. Alrededor del 0,9 % de la población estaba por debajo del umbral de pobreza.